# Emotional technology
Emotional Technology es el cuarto álbum de electrónica artista  BT. La transición hacia un sonido más pop, el álbum incluye algunos de los conocidos de BT hits, entre ellos " Sonámbulo", "La fuerza de gravedad" y "Superfabulous". "Sonámbulo", también conocido como "Simplemente ser amado", sostiene el Guinness World Record para la mayoría de vocales ediciones en una sola pista, con 6.178 en la versión del álbum. El álbum cuenta con interpretaciones vocales por JC Chasez, Rose McGowan, y Transeau sí mismo, entre otros.

## Información general y reacción
Entre el lanzamiento de la tecnología emocional y su predecesor, Movimiento en Naturaleza muerta, BT está ganando considerable atención en la comunidad de la música por su combinación de trance y hip hop, así como sus técnicas de producción, sobre todo, su tartamudeo firma edita [cita requerida] Dos años antes de que el álbum, Transeau había producido el single "Pop]" para el grupo de pop NSYNC, que se convirtió en un éxito internacional [cita requerida]
Emotional technology comienza en un lugar cercano al Movimiento en Still Life, de hecho, intro del álbum consiste en una muestra de hacia atrás "Satélite", la canción de cierre del Movimiento,, seguido por las muestras de invertir de "Sonámbulo" y "Amanecer Oscuro del Corazón" de este álbum. Poco después de "Sonámbulo", el álbum se mueve de su sonido pop orientado en una dirección más experimental, que contiene aprendido, letras introspectivas y estructuras de las canciones y las muestras no se encuentran normalmente en la música trance en ese momento (la sección de distribución extendida de "PARIS" características un caballo al galope y un coro, coro, mientras que "comunicar" 's baja el ritmo por completo.)emocionalTecnología también se encuentran Transeau escrito varias canciones de rock épico en la onda de "Satélite", alineando el álbum más con la  EE.UU. apremiantes de MovimientoenStill Life, que creó varios de rock y electropop canciones para capitalizar en el mercado americano. Varias de estas canciones en otro momento sería reemplazado en el comunicado de la Edición de Coleccionista Especial [cita requerida].
El álbum recibió reacciones mixtas de los fanes y críticos por igual. A quienes les gustó el álbum elogiado BT para la naturaleza muy personal y experimental del álbum, calificándolo como innovador y una verdadera progresión, no sólo de Transeau como artista y como músico, pero la música electrónica también. Otros lo cuenta como "pop en su peor momento", la sensación de que la música era suave y que las voces eran peores. Ellos se convirtieron también fuera de la danza piso menos favorable ambiente de este disco en comparación con sus otras versiones. . Irónicamente, Sonámbulo (Simplemente ser amado), la fuerza de gravedad, y remezclas de las dos canciones "varios fueron bien recibidos en los clubes, junto con" El conocimiento de uno mismo. "[cita requerida]

## Concurso de remix
Antes de la publicación del álbum, BT y la revista BPM celebró un concurso de remixes para el disco. Dentro de un número de la revista BPM sería un EP que contiene las partes individuales de "Sonámbulo", "Comunicación", "The Great Escape" y "Superfabulous", así como una pista nueva, inédita titulada "Kimosabe". [cita requerida] Los 4 ganadores fueron anunciados a principios de 2004 y que ganó las copias firmadas de Tecnología emocional entre otros premios. Dos ganadores notables fueron Toksin por su remix de "comunicar" y Burufunk por su remix de "The Great Escape". Burufunk había remezclado previamente "Sonámbulo", para cuando la canción fue lanzada como single en mayo de 2003. Más tarde trabajó con BT en su remix de The Doors "clásicos," Break On Through (To the Other Side) ". Toksin ha lanzado desde entonces una remezcla de "Superfabulous" y "The Great Escape" en su página web. También ha remezclado "vergüenza" en sus shows en vivo.[cita requerida]

## Listado de canciones
All songs by BT, unless noted.
| 1. "The Meeting of a Hundred Yang" – 0:44 2. "Knowledge of Self" – 6:41 (BT/Guru) 3. "Superfabulous" – 4:40 (BT/Rose McGowan) 4. "Somnambulist (Simply Being Loved)" – 4:20 5. "The Force of Gravity" – 8:19 (BT/JC Chasez) 6. "Dark Heart Dawning" – 7:08 7. "The Great Escape" – 6:58 (BT/Caroline Lavelle) 8. "P A R I S" – 7:51 (BT/Jody Wisternoff) 9. "Circles" – 4:43 10. "The Last Moment of Clarity" – 7:21 11. "Communicate" – 5:48 (BT/Jan Johnston) 12. "Animals" – 7:24 13. "The Only Constant Is Change" – 6:16 1. "Kimosabe" – 6:55 2. "Tao of the Machine" – 5:04 3. "Love in the Time of Thieves" – 6:21 4. "The Revolution" - 4:19 5. "Somnambulist (Junkie XL Vocal Mix)" – 8:56 6. "Somnambulist (Sander Kleinenberg Convertible Mix)" – 10:03 7. "Somnambulist (Burufunk Remix)" – 7:30 8. "The Great Escape (Attention Deficit Mix)" – 10:37 9. "The Force of Gravity (Dylan Rhymes Push-up Mix)" – 8:37 10. "The Force of Gravity (Tiësto Remix)" – 7:48 | Vinilo Cara "Knowledge of Self" – 8:14 "Superfabulous" – 5:27 Cara B "Somnambulist (Simply Being Loved)" – 5:06 "The Force of Gravity" – 9:58 Cara C "Dark Heart Dawning" – 7:43 "The Great Escape" – 7:19 Cara D "P A R I S" – 9:31 "The Last Moment of Clarity" – 9:35 Edición especial de coleccionista Disco 1 "The Meeting of a Hundred Yang" – 0:44 "Knowledge of Self" – 6:40 "Somnambulist (Simply Being Loved)" – 4:21 "The Force of Gravity" – 8:19 "Dark Heart Dawning" – 7:08 "The Great Escape" – 6:58 "P A R I S" – 7:48 "Kimosabe" – 5:34 "The Revolution" – 4:14 "The Last Moment of Clarity" – 7:11 "Communicate" – 5:57 "The Only Constant Is Change" – 6:04 Disco 2 "Somnambulist (Mark Norman Remix)" – 7:49 "Love in the Time of Thieves" – 6:18 "The Force of Gravity (Tiësto Remix)" – 8:18 "Somnambulist (Junkie XL Vocal Mix)" – 8:54 "Superfabulous (Tokin's Rawshaker Mix)" – 7:59 "The Force of Gravity (Dylan Rhymes Push Up Mix)" – 8:38 "Kimosabe (Hyper Remix)" – 7:19 "Communicate (Tokin's Narcan Remix)" – 6:50 "Somnambulist (Sander Kleinenberg's Convertible Mix)" – 10:02 |

## Singles
El álbum tuvo sólo un "oficial" único, que era "Sonámbulo (Simplemente ser amado )". Sin embargo, el Tecnología EPsirve como un solo lanzamiento no oficial de "Superfabulous", "La fuerza de gravedad" y "El Gran Escape". "Comunicar" es considerado por algunos como una sola en dos remixes conocidos han sido aprobados por Transeau para escuchar público.
[cita requerida]

## Personal
- Guru: Rhymes on "Knowledge of Self"
- DJ Swamp: "cuts and scratches" on "Knowledge of Self"
- Rasco: Rhymes on "Knowledge of Self", "Circles" and "The Revolution"
- Rose McGowan: vocals on "Superfabulous"
- Scott McCloud vocals on "Superfabulous"
- Brain: live drums on "Superfabulous", "Dark Heart Dawning", "Circles", "Animals", "The Only Constant Is Change" and "Kimosabe"
- Tommy Stinson: Bass on "Superfabulous", "Circles", "Animals", "The Only Constant Is Change" and "Kimosabe"
- Richard Fortus: Guitars on "Superfabulous", "Circles", "Animals", "The Only Constant Is Change" and "Kimosabe"; cello on "The Great Escape"
- JC Chasez: Background vocals on "Somnambulist"; vocals on "The Force of Gravity"
- Doug Wimbus: Pedal steel guitar on "Dark Heart Dawning"
- Alan Vavarin: Percussion on "Dark Heart Dawning"
- Kurt Wortman: Percussion on "Dark Heart Dawning"
- Donna Taylor: Background vocals on "Dark Heart Dawning"
- Jackie Smiley: Background vocals on "Dark Heart Dawning"
- Valerie Pinkston: Background vocals on "Dark Heart Dawning"
- Caroline Lavelle: Vocals and cello on "The Great Escape"
- Hutchy: Rhymes on "P A R I S"
- Jody Wisternoff: Additional production on "P A R I S"
- Karina Ware: Vocals on "The Last Moment of Clarity"
- Jan Johnston: Vocals on "Communicate"
- Wildchild: Vocals on "Kimosabe"
- The Roots: performance on "Tao of the Machine"
- Tamra: Vocals on "Love in the Time of Thieves"
- BT: All other vocals, instruments and programming